# Dương Ngọc Đức
Dương Ngọc Đức (17 tháng 8 năm 1930 – 3 tháng 6 năm 2010) là một đạo diễn sân khấu kiêm chính trị gia người Việt Nam. Ông từng đảm nhiệm chức vụ Đại biểu Quốc hội Việt Nam khóa VII, VIII, tổng thư ký Hội Nghệ sĩ Sân khấu Việt Nam, Ủy viên Thường vụ Hội nghệ sĩ sân khấu Việt Nam. Dương Ngọc Đức được truy tặng Giải thưởng Hồ Chí Minh về lĩnh vực Văn học Nghệ thuật vào năm 2012.

## Cuộc đời
Dương Ngọc Đức sinh ngày 17 tháng 8 năm 1930, sinh trưởng trong một gia đình trung lưu ở phố cổ Mã Mây, Hà Nội.
Khi Cách mạng tháng Tám diễn ra, lúc 15 tuổi, ông bắt đầu tham gia vào các phong trào văn nghệ mới, tham gia các vai kịch tài tử của đội kịch thanh niên khu Hoàn Kiếm. Đến khi Kháng chiến toàn quốc bùng nổ, ông gia nhập quân đội và ra mặt trận chiến đấu. Sau đó, Dương Ngọc Đức được cử đi học tại trường Lục quân Việt Nam những khóa đầu tiên rồi được phân công làm cán bộ chính trị viên đại đội ở một đơn vị của Sư đoàn 316. Trong thời gian này, ngoài nhiệm vụ chiến đấu, ông đã nhiệt tình làm diễn viên sân khấu lửa trại dọc đường hành quân. Do có năng khiếu về nghệ thuật, năm 1957, ông được giao nhiệm vụ làm cán bộ chính trị của Đoàn Kịch nói Trung ương.
Đến năm 1959, Dương Ngọc Đức được cử đi học tại Khoa Đạo diễn, Trường Đại học Quốc gia Sân khấu và Điện ảnh Leningrad ở Liên Xô, ông là một học sinh người Việt hiếm hoi tại thành phố Leningrad (nay là St. Petersburg) và là sinh viên Việt Nam đầu tiên của trường. Trong thời gian đi học, ông rất chịu khó đi xem các vở diễn. Ông cũng dịch khá nhiều tác phẩm nghiên cứu, lý luận của nhà sư phạm sân khấu, đạo diễn nổi tiếng của Liên Xô G. Tostonogov ra tiếng Việt. Trong số đó, cuốn Tính hiện đại trong sân khấu nghệ thuật vẫn đang được các nhà hoạt động sân khấu thời nay tham khảo. Cũng trong thời gian này, Dương Ngọc Đức thỉnh thoảng về nước để tìm hiểu đời sống sân khấu và phong trào kịch nghệ trong nước.
Từ năm 1962, ông về thực tập ở Đoàn Kịch nói Hải Phòng, dàn dựng một số vở diễn. Sau khi tốt nghiệp vào năm 1964, ông được nhận vào làm Đoàn trưởng Đoàn kịch Hải Phòng. Đoàn kịch Hải Phòng lúc bấy giờ là một đoàn kịch nhỏ với đa phần là các diễn viên mới ra trường. Với tài năng của mình, trong 7 năm, Dương Ngọc Đức đã tạo dựng nên tên tuổi của đoàn kịch với những vở diễn sáng giá như Lưới thép, Chiều cuối, Anh còn sống mãi, Lật đất và Ma sa. Cũng trong thời gian này, ông còn có các vở diễn gây được tiếng vang lớn là vở Tấm vóc Đại hồng của Đoàn Chèo Hải Phòng và vở kịch Tiền tuyến gọi của Đoàn kịch Hà Nội. 
Vì những thành công đạt được, đến năm 1972, ông đã được mời trở lại làm Chỉ đạo nghệ thuật rồi Đoàn trưởng Đoàn Kịch nói Trung ương. 12 năm ở Đoàn Kịch Trung ương là khoảng thời gian sáng tạo rực rỡ nhất với tư cách đạo diễn của Dương Ngọc Đức. Ông tiếp tục được bầu vào vị trí Tổng thư ký – Bí thư Đảng đoàn Hội nghệ sĩ sân khấu Việt Nam vào năm 1983 sau khoảng thời gian thành công cùng đoàn kịch. Dưới sự lãnh đạo của ông, ngành sân khấu đã bước vào thời kỳ hoàng kim vào những năm 80 của thế kỷ XX. Theo như đúng điều lệ, sau hai nhiệm kỳ 2 và 3 đảm nhiệm vị trí Tổng thư ký, Dương Ngọc Đức đã chủ động xin rút, nhưng Đại hội 4 đã nhất trí mời ông ở lại tiếp tục đảm nhiệm chức vụ.
Năm 1984, Dương Ngọc Đức được phong tặng danh hiệu Nghệ sĩ Nhân dân đợt đầu tiên. Ông còn là đại biểu Quốc hội khóa VII và khóa VIII.
Dương Ngọc Đức mất qua đời vào ngày 3 tháng 6 năm 2010 tại Bệnh viện Hữu nghị, Hà Nội do viêm phổi cấp, không lâu sau lễ mừng thọ 80 tuổi. Ông được an táng tại Đài hóa thân Hoàn Vũ Hà Nội.

## Giải thưởng
Từ những đóng góp to lớn cho nền sân khấu Việt Nam, ông đã được Đảng, Nhà nước tặng thưởng Huân chương Lao động hạng Nhất, Huân chương Độc lập hạng nhì, Huy hiệu 60 năm tuổi Đảng và Giải thưởng Hồ Chí Minh.

## Tác phẩm sân khấu
- Tiền tuyến gọi
- Masa
- Đôi mắt
- Tấm vóc Đại Hồng
- Người công dân số một
- Đảo thần vệ nữ
- Khúc thứ ba bi tráng
- Người cầm súng
- Hẹn ngày trở lại
- Chuyện lạ thành Nu Kha
- Nghêu Sò Ốc Hến
- Mười đóa phong lan
- Công chúa Ngọc Hân